# 瓦伦-诺森廷之战
瓦伦-诺森廷之战（Battle of Waren-Nossentin）发生于1806年11月1日。此役中，由奥古斯特·威廉·冯·普莱茨和路德维希·约克·冯·瓦滕堡率领的普鲁士军队与让-巴蒂斯特·贝尔纳多特元帅指挥的法国的军队进行了一场阻击战。尽管最终被迫撤退，普鲁士人在此役中成功地阻止了法军的部队对普鲁士主力的追击。此役是第四次反法同盟的一部分。瓦伦位于米里茨湖的北端，罗斯托克东南部。诺森廷是一个小村庄，大约在瓦伦以西15公里。
在1806年10月14日耶拿-奥尔施泰特战役后，拿破仑率领的法军开始全力追击被击败的普鲁士人。10月底，法军在普伦茨劳和斯德丁附近截断并俘虏了大量普鲁士士兵。格布哈德·莱贝雷希特·冯·布吕歇尔的军团向西行军以逃避追击的法军。在瓦伦附近，布吕歇尔与另一个普鲁士军团会合，联合后的部队一起向西撤退。

当普鲁士后卫部队撤出瓦伦时，第一支法国骑兵发起了进攻。这一行动引发了普莱茨和约克的部队与法军之间的全天战斗。贝尔纳多特率领的法军虽然攻势猛烈，但普鲁士人在几次交锋后却都能够以最少的损失撤离。与他们迄今为止的惨淡表现相比，普鲁士人在这场战斗中表现出色。

## 背景
1806年10月28日的普伦茨劳战役以霍恩洛厄-英格尔芬根亲王和他的10,000名普鲁士士兵向若阿尚·缪拉元帅投降而告终。这场灾难之后是10月29日的帕瑟瓦尔克之降和10月30日的斯德丁之降。在接下来的几天里，法军于10月30日在博尔德科、11月1日在安克拉姆和科斯琴、以及11月2日至3日在沃尔加斯特接受了普鲁士军队的一系列投降，从而彻底清除了上述地区的普鲁士军队。

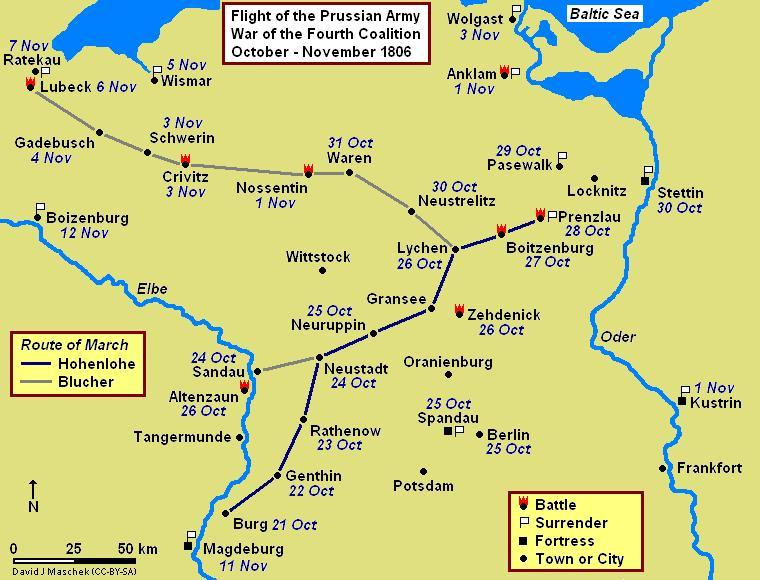
普伦茨劳-吕贝克战役

自10月24日起，布吕歇尔中将开始担任霍恩洛厄亲王的后卫部队指挥官。法军第1军司令贝尔纳多特元帅于25日在哈维尔河畔勃兰登堡得知霍恩洛厄的行踪，于是决定追击普鲁士人。从瑙恩出发，第1军于26日向东北移动，27日抵达奥拉宁堡。从那里，法军向北移动到菲尔斯滕贝格，最终于29日转向东北到达博伊岑堡兰。10月30日，贝尔纳多特收到报告称布吕歇尔的部队已经转向新施特雷利茨。

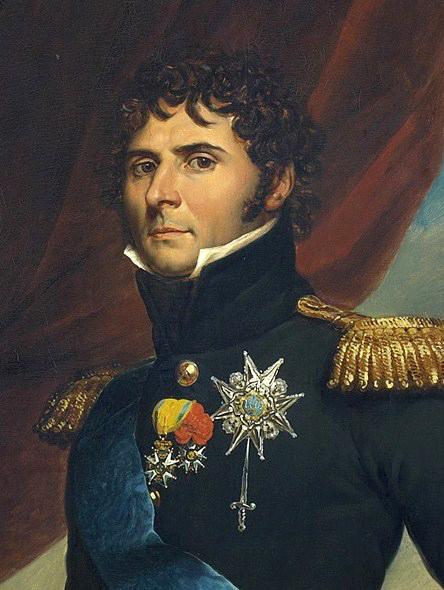
贝尔纳多特元帅

贝尔纳多特派埃蒂安·莫里斯·热拉尔上校和他的第2骠骑兵团前往袭击撤退中的普鲁士军队，并于30日将他的军团转向西北。除了俘虏400名普鲁士士兵和一些马车外，热拉尔在袭击中还获得了布吕歇尔将前往瓦伦的情报。那天晚上，贝尔纳多特的部队到达了新勃兰登堡东南部。此时，让·德迪厄·苏尔特的第4军在位于多瑟河畔诺伊施塔特以北的武斯特豪森。
10月31日，布吕歇尔在瓦伦附近与由约翰·弗里德里希·冯·温宁（Johann Friedrich von Winning）将军指挥的部队会合。温宁的部队最初由萨克森-魏玛-艾森纳赫大公卡尔·奥古斯特率领，在10月14日错过了耶拿-奥尔施泰特战役，此后一直追随布吕歇尔。温宁想到达北部的罗斯托克，为此，他命令卡尔·格奥尔格·弗里德里希·冯·沃伯瑟（Karl Georg Friedrich von Wobeser）带领一支部队前行前往港口并准备撤离。然而，布吕歇尔取消了前往罗斯托克的计划以支持他自己的想法，即在博伊岑堡穿越易北河西岸。他希望与不伦瑞克-吕讷堡的卡尔·路德维希·冯·勒科克将军或马格德堡的弗朗茨·卡西米尔·冯·克莱斯特将军会合。为此，他派军官在该地区收集船只和补给品。布吕歇尔将他的军队组织成两个军团。他让温宁指挥11,000人的第1军，同时保留拥有10,000人的第2军的控制权。普鲁士人拥有一支特别强大的骑兵部队，总共有80个中队。
总共有47,252名法军士兵正在寻找布吕歇尔的部队。贝尔纳多特有15,450人，苏尔特率领24,375人，路易斯·米歇尔·安托万·萨胡克的第4龙骑兵师有2,550名士兵，格鲁希的第2龙骑兵师有2,432名骑兵，安托万·拉萨尔有785名轻骑兵，约瑟夫·德汉普尔的第2胸甲骑兵师有1,660名骑兵。贝尔纳多特在新勃兰登堡留下了战斗力较差的部队，并带着12,000名精锐士兵继续追击。与此同时，缪拉和他的骑兵正在向西横扫西波美拉尼亚。

## 战斗

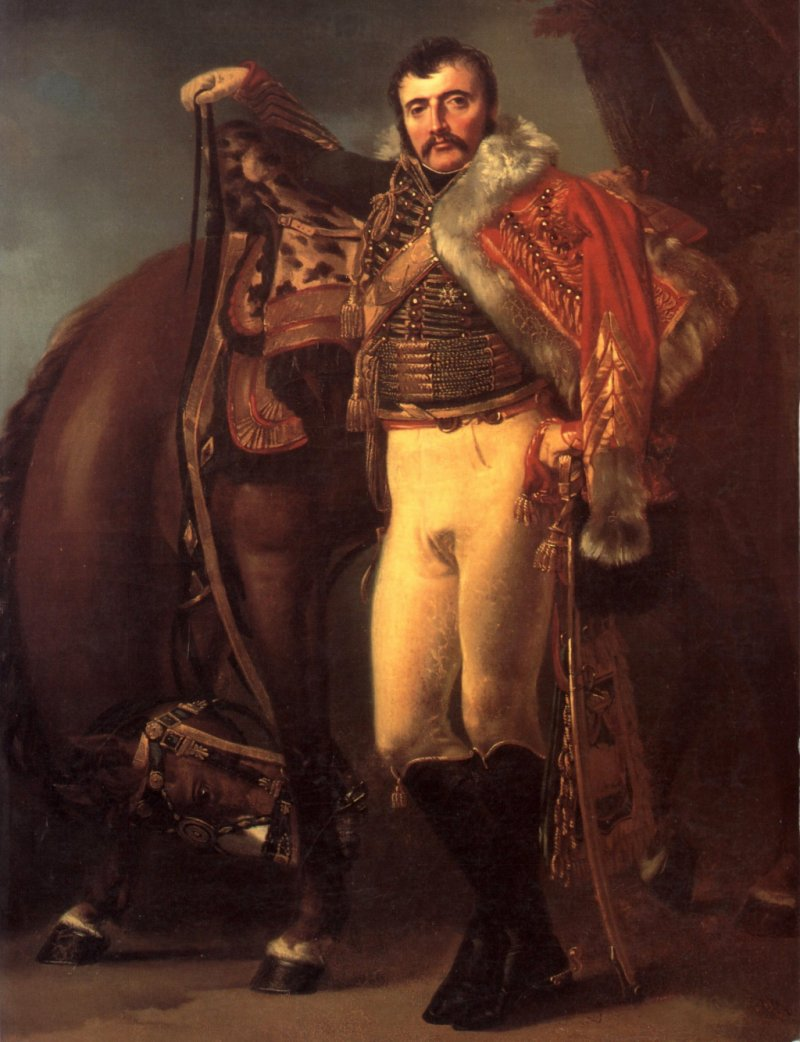
克劳德-艾蒂安·古约特

11月1日上午，普鲁士大部队离开瓦伦。布吕歇尔通过霍恩旺格林向东北移动，由弗里德里希·戈特利布·冯·奥斯瓦尔德（Friedrich Gottlieb von Oswald）少将率领的后卫部队掩护。温宁则沿着湖泊的北岸向东行进，由冯·普莱茨率领的后卫部队掩护。那天早上，克劳德-艾蒂安·古约特上校与来自苏尔特军团的第22猎骑兵团的400名骑兵在瓦伦包围并俘虏了普鲁士军队的施穆德少校和170名龙骑兵。然而，当古约特试图从镇上推进时，普莱茨率领普鲁士第7骠骑兵团的850名骑兵进行了反击。在付出了1人阵亡、15人受伤和10人失踪的代价后，普鲁士骠骑兵将古约特的骑兵赶出了瓦伦并解救了施穆德少校和他的手下。在这场普鲁士的小胜中，法国约有6名军官伤亡，40多人被俘，确切死伤人数不详。

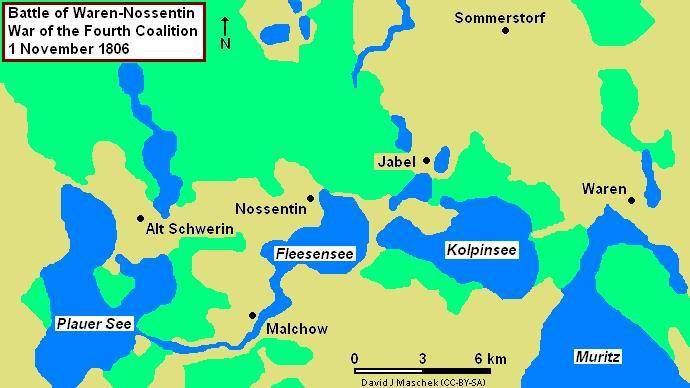
瓦伦-诺森廷战役

在古约特的战败之后，贝尔纳多特的骑兵抵达瓦伦，向该地区的法国增加了六个团的兵力。雅克·路易·佛朗索瓦·德·蒂利将军率领的第1军团骑兵部队由第2和第4轻骑兵团和第5骑兵团组成。皮埃尔·马加龙将军指挥的第4军团骑兵部队，包括第8轻骑兵团和第11、16和22猎骑兵团。在瓦伦郊区，法军轻骑兵开始了与普鲁士骑兵的一系列小规模冲突，战斗从上午10时一直持续到下午1时。与此同时，路德维希·约克率领的另一只普鲁士后卫部队在亚伯尔附近的两个湖泊之间占据了防御阵地。

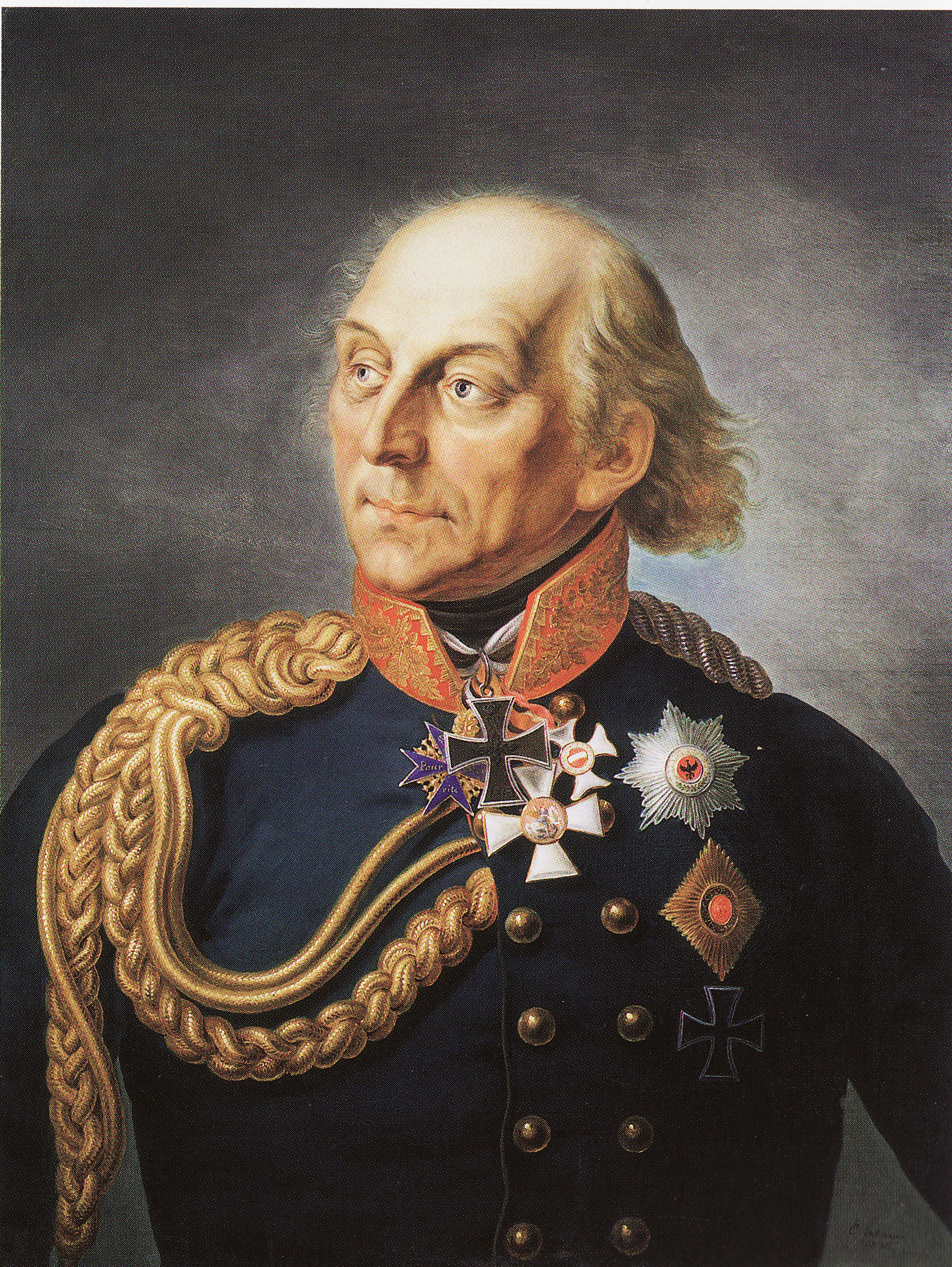
路德维希·约克

路德维希·约克的部队有三个燧发枪营、六个猎兵连和20个骠骑兵中队。法军方面，让·玛丽·勒内·萨瓦里将军率领一支由第1轻骑兵团和第7骑兵团组成的特遣部队抵达战场，此时法军在该地总共有8个骑兵团。萨瓦里在瓦伦西北的萨默斯托夫发现了奥斯瓦尔德率领的普鲁士后卫并准备发起进攻，但贝尔纳多特将他召回了贾贝尔。双方在贾贝尔交火了一个小时，然后路德维希·约克的部队进入森林朝着诺森廷方向撤离。在皮埃尔·杜邦·德·以利堂的第9轻步兵团的带领下，法军随之向森林推进，但遭到普鲁士猎兵和燧发枪手的猛烈抵抗。
最终，贝尔纳多特的部队越过树林的西部边缘，但却发现路德维希·约克的士兵已经等候已久。普鲁士军队的右翼位于诺森廷小镇中心的弗利森湖，左翼位于沼泽地上。约克将他的步兵部署在前线，骑兵在后方。在一个法国轻骑兵团的进攻被击退后，贝尔纳多特让让-巴蒂斯特·杜洛埃再次发起进攻。杜洛埃的部队包括第27轻步兵团、第94和第95线列步兵团。
与此同时，贝尔纳多特试图用他的骑兵突破普军的左翼。但法军骑兵的攻击因为沼泽和充满水的沟渠的阻拦而失败了，但杜洛埃在一场艰苦的战斗后最终将路德维希·约克的部队赶出了诺森廷。约克带领部队在当晚撤退到旧什未林。

## 结果

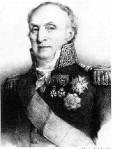
杜洛埃将军

战后，贝尔纳多特声称其与12,000或更多的普鲁士军队作战，而苏尔特则估计大约有5,000到6,000名敌人。可现实是，普鲁士军队大约只有2,000名步兵和2,000名骑兵可用，此外还有半个连队的火炮。
当缪拉听说在瓦伦和诺森廷的战斗时，他放弃了前往罗斯托克的计划，并决定前往援助第1军。后来他发现贝尔纳多特和苏尔特已经联手，并已经不再需要他的帮助。历史学家佛朗西斯·洛林·佩特（Francis Loraine Petre）将普军的胜利归功于路德维希·约克的战术能力以及他的部队错过了耶拿-奥尔施泰特的事实。约克能够清楚的感觉到双方实力的差距，并能够及时下达撤退的命令。在他的战后报告中，贝尔纳多特承认他的敌人打得很好，但却一直在减少与法军的接触。萨瓦里批评贝尔纳多特没有用步兵攻击来减轻骑兵的压力。法军对普鲁士军队的追击一直持续到布吕歇尔的部队在11月6日的吕贝克战役中被彻底击溃。

## 脚注
1. 1 2 3 4  Smith 1998，第231頁.
2. 1 2  Petre 1993，第258-258頁.
3. 1 2 3 4  Petre 1993，第262-263頁.
4. ↑  Smith 1998，第227-228頁.
5. ↑  Smith 1998，第228頁.
6. ↑  Smith 1998，第229頁.
7. ↑  Smith 1998，第230頁.
8. ↑  Petre 1993，第236頁.
9. ↑  Smith 1998，第226頁.
10. ↑  Petre 1993，第257頁.
11. ↑  Petre 1993，第266頁.
12. 1 2  Petre 1993，第258頁.
13. ↑  Petre 1993，第194,233頁.
14. ↑  Petre 1993，第258-259頁.
15. 1 2  Petre 1993，第260頁.
16. ↑  Smith 1998，第229-230頁.
17. ↑  Petre 1993，第260-261頁.
18. ↑  Petre 1993，第261頁.
19. ↑  Petre 1993，第262頁.
20. ↑  Petre 1993，第263-264頁.